# 弗罗梅勒
弗罗梅勒（法語：Fromelles，法語發音：[fʁɔmɛl]）是法国上法兰西大区北部省的一个市镇，位于该省中部偏西，属于里尔区和里尔欧洲都会区。

## 地理
弗罗梅勒（50°36'23"N, 2°51'18"E）面积8.54 平方千米，位于法国上法蘭西大區北部省，该省份为法国最北部的省份及最长的省份，西北濒北海，西接加来海峡省，南至埃纳省和索姆省，东与比利时接壤。
与弗罗梅勒接壤的市镇（或旧市镇、城区）包括：弗勒尔拜、欧贝尔、韦普地区富尔讷、埃尔利、勒迈尼勒。
弗罗梅勒的时区为UTC+01:00、UTC+02:00（夏令时）。

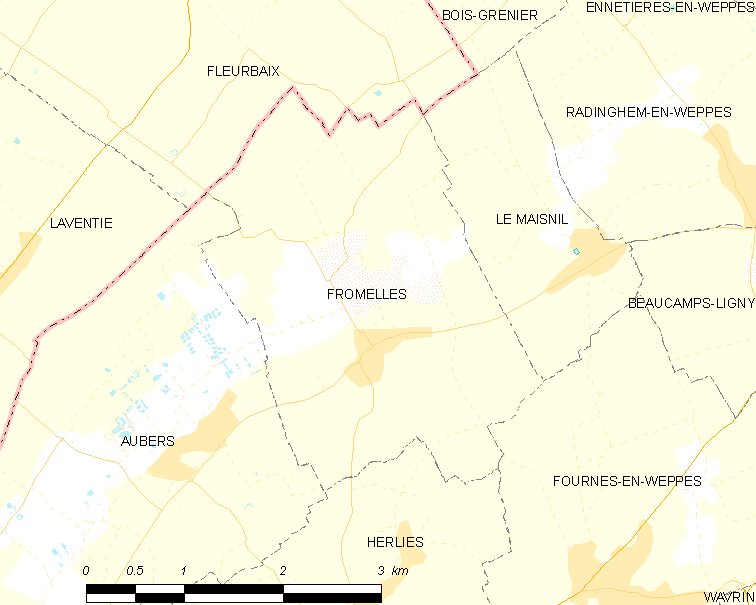
弗罗梅勒的OSM定位图

## 行政
弗罗梅勒的邮政编码为59249，INSEE市镇编码为59257。

## 政治
弗罗梅勒所属的省级选区为阿讷兰县。

## 人口

1962-2008年间弗罗梅勒人口变化图示

弗罗梅勒于2022年1月1日时的人口数量为1133人。